# 長谷川与次
長谷川 与次（はせがわ よじ）は、戦国時代から安土桃山時代にかけての武将。織田氏家臣の長谷川丹波守と同一人物といわれており、また丹波守は嘉竹と同一人物であるという。

## 生涯
尾張国の生まれ。尾張の戦国大名・織田信長に仕え、永禄12年（1569年）8月、伊勢国の大河内城の戦いの交名に名があるのが初出とされる。翌元亀元年（1570年）8月の野田・福島の戦い、続けて志賀の陣に参加した。元亀2年（1571年）5月の第一次長島侵攻では佐久間信盛らと共に中筋口から侵攻した。その後、織田信長の嫡男・信忠が尾張と美濃国の一部を領有するようになると信忠の軍団に組み込まれ、天正2年（1574年）7月の第三次長島侵攻では信忠の指揮下にあった。
天正6年（1578年）元旦に行われた茶会では信長が12人の家臣を招いて茶を振舞ったが、与次も織田信忠・明智光秀・羽柴秀吉・丹羽長秀などの重臣に混じり招待をされている。また同年1月4日に万見重元邸で開催された名物茶器の披露会に招かれた9人の中にも与次は名を連ねた。天正9年（1581年）に信長が秀吉を招いて開いた茶会にも与次は信長に同伴している。
天正10年（1582年）の甲州征伐にも信忠に従って従軍した。3月16日、武田信豊の首級を信長の元へ届けている。4月3日には恵林寺焼き討ちを津田元嘉・関成重・赤座永兼らと共に実行し、寺中の人間を老若問わずに山門に登らせると回廊から干草をうず高く積み上げて火を放ち、快川紹喜ら150名を生きたまま焼き殺した。
天正10年（1582年）6月2日の本能寺の変で信長が討たれると、以後は羽柴秀吉に接近する。前田玄以と共に織田三法師（後の織田秀信）の傅役を務めた。また、この頃から剃髪していたようで天正13年（1585年）1月10日の津田宗及の茶会に参加した際には「長谷川嘉竹」、同1月14日の茶会では「長谷川与次入道」として名が見える。
豊臣政権では越前国に所領を持っていたらしく、文禄4年（1595年）4月11日に越前西光寺に屋敷地を寄進しており、また西光寺より度々献品を受け取っている。慶長3年（1598年）に秀吉が死去した際には遺品として「しつかけ（尻懸）」を受け取っている。
慶長5年（1600年）4月20日に死去。